# Francis Borelli
Pour les articles homonymes, voir Borelli.
 (mai 2013).
Si vous disposez d'ouvrages ou d'articles de référence ou si vous connaissez des sites web de qualité traitant du thème abordé ici, merci de compléter l'article en donnant les références utiles à sa vérifiabilité et en les liant à la section « Notes et références ».
Francis Borelli, né le 8 avril 1932 à La Calle en Algérie, et mort le 2 octobre 2007 à Verrières-le-Buisson dans l'Essonne, est un éditeur et publicitaire français qui fut président des clubs de football du Paris Saint-Germain de 1978 à 1991 et de l'AS Cannes de 1992 à 1996.

## Biographie
Fils d'un gardien de phare, Francis Borelli naît à La Calle en Algérie. Son père est ensuite muté à Mahdia en Tunisie. Il devient alors le joueur vedette du club de football de la Patriote de Sousse. Cadet, il joue surclassé en junior, puis junior, il joue surclassé en senior.
Francis Borelli effectue son service militaire en région parisienne et joue avec l'équipe réserve du Red Star. Démobilisé, il décide de rester à Paris où il fait toutes sortes de petits métiers. Il se décourage et rentre en Tunisie au moment où la guerre d'Algérie éclate[Laquelle ?]. Remobilisé, il effectue son temps en jouant pour la Patriote de Sousse. Une fois démobilisé, il devient intendant à la Compagnie des pétroles de Tunisie tout en poursuivant sa carrière sportive pour la Patriote. 
Francis Borelli revient alors en France métropolitaine et décroche un contrat avec l'équipe réserve de l'AS Cannes. Conscient qu'il ne sera jamais un très grand joueur, il préfère quitter le club et rejoindre Paris où il fait, une fois encore, des petits boulots. Dans la capitale, il rencontre Henri Sidélio qui l'introduit dans le monde de l'édition. Borelli monte sa propre maison d'édition spécialisée dans les plaquettes et les annuaires. Il s'appuie sur sa faconde naturelle pour faire prospérer son entreprise et évoluer sa vie professionnelle[réf. nécessaire].
Il rejoint le « gang des chemises roses », qui comprend le couturier Daniel Hechter ainsi que Jean-Paul Belmondo, Charles Gérard, Charles Talar, Alain Cayzac ou encore Bernard Brochand. En juin 1973, le « gang » reprend le club du PSG qui vient d'être promu en Division 2.
Le 6 janvier 1978, à la suite du scandale de la double billetterie du PSG, Daniel Hechter est démis de son poste de président par la FFF et le 9 janvier, Francis Borelli est élu président par le comité du club.
Au cours de ses treize années à la tête du PSG, le club parisien remporte ses premiers trophées majeurs : deux coupes de France (1982 et 1983) et un titre de champion de France (1986).
Durant la seconde moitié des années 1980, Francis Borelli résiste aux attaques du Matra Racing de Jean-Luc Lagardère dont la priorité est de devenir le club leader à Paris. Lagardère jette finalement l'éponge en 1990. Le PSG a certes conservé son leadership dans la capitale, mais pour faire face à la concurrence nationale de clubs comme Marseille ou Bordeaux, le club a un besoin urgent de moyens financiers pour couvrir ses dettes et investir. Francis Borelli passe ainsi la main à Canal+ en mai 1991.
Par la suite, il devient président de l'AS Cannes, où il reste en poste de 1992 à 1996.
Francis Borelli meurt à Verrières-le-Buisson dans l'Essonne le 2 octobre 2007 des suites d'une longue maladie. Deux minutes de silence sont observées au Parc des Princes à l'occasion du match PSG-Rennes le 6 octobre 2007. Afin de lui rendre hommage, la tribune présidentielle du Parc des Princes est rebaptisée Tribune présidentielle Francis-Borelli à partir de la saison 2008-2009.

## Citations
- « Le but de Rocheteau, c'est le moment le plus intense de ma vie. Je n'y croyais plus. C'était cuit, pour plaisanter, je disais aux gens à côté de moi : « on ne peut pas ne pas égaliser ! ». Et puis Rocheteau a marqué... C'était la délivrance ! L'explosion de joie ! Impensable... Alors, j'ai embrassé la pelouse, cette terre bénie du Parc, pour remercier le ciel... comme les Musulmans que je voyais en Tunisie, qui embrassaient la terre pour remercier leur Dieu » (Francis Borelli, après la première victoire du PSG en Coupe de France en 1982).

- « C'est mon amour, c'est ma passion. Tout ce qui vient du Paris Saint-Germain m'enchante. J'ai presque envie de vous dire que je suis souvent triste. J'ai connu des moments merveilleux, extraordinaires, mais c'est vrai que là je me sens un peu mal à l'aise parce que je sais que plus jamais je pourrai travailler, m'amuser, vivre avec le PSG » (Francis Borelli, en 1999).

- « Fin connaisseur du footballeur, amoureux des couleurs rouge et bleu, Francis Borelli laissera un souvenir impérissable à tous ceux qui l'ont connu et à tous les amoureux du club » (Alain Cayzac).

- « Il restera surtout une figure emblématique du PSG. En plus du président, j'ai découvert un homme délicieux, fabuleux, très généreux, avec une joie de vivre qui irradiait autour de lui. Il avait toujours un mot pour rire, pour décontracter, aider ceux qui étaient parfois en difficulté dans le club. » (Gérard Houiller, entraîneur du PSG en 1986, l'année du titre).

## Carrière (dirigeant)
- 1973-1978 : dirigeant puis vice-président du Paris Saint-Germain.
- 1978-1991 : président du Paris Saint-Germain, du 9 janvier 1978 au 30 mai 1991 : 596 matches officiels, 261 victoires, 146 nuls et 189 défaites.
- 1992-1996 : président de l'AS Cannes.

## Palmarès (dirigeant)
- Champion de France D1 1986 avec le PSG.
- Vice-champion de France 1989 avec le PSG.
- Vainqueur de la Coupe de France 1982 et 1983 avec le PSG.
- Finaliste de la Coupe de France 1985 avec le PSG.
- Vainqueur de la Coupe Gambardella 1995 avec l'AS Cannes
- Meilleur Club Formateur 1995 avec l'AS Cannes